# Håkan Lidman
Erik Håkan Lidman (Göteborg, 31 gennaio 1915 – Estepona, 6 giugno 2000) è stato un ostacolista svedese, campione europeo dei 110 metri ostacoli ad Oslo 1946.

## Palmarès
| Anno | Manifestazione  | Sede    | Evento   | Risultato | Prestazione | Note |
| ---- | --------------- | ------- | -------- | --------- | ----------- | ---- |
| 1936 | Giochi olimpici | Berlino | 110 m hs | 4º        | 14"4        |      |
| 1938 | Europei         | Parigi  | 110 m hs | Argento   | 14"5        |      |
| 1946 | Europei         | Oslo    | 110 m hs | Oro       | 14"6        |      |
| 1948 | Giochi olimpici | Londra  | 110 m hs | 6º        | 14"8        |      |